# Lawn bowls ai I Giochi dell'Impero Britannico
Le competizioni di lawn bowls ai I Giochi dell'Impero Britannico si svolsero dal 16 al 23 agosto 1930.

## Medagliere
| Posiz. | Nazione       | Oro | Argento | Bronzo | Totale |
| ------ | ------------- | --- | ------- | ------ | ------ |
| 1      | Inghilterra   | 3   | 0       | 0      | 3      |
| 2      | Nuova Zelanda | 0   | 1       | 1      | 2      |
| 2      | Canada        | 0   | 1       | 1      | 2      |
| 4      | Sudafrica     | 0   | 1       | 0      | 1      |
| 5      | Scozia        | 0   | 0       | 1      | 1      |
| Totale | Totale        | 3   | 3       | 3      | 9      |

## Podi
| Evento    | Oro              | Argento       | Bronzo           |
| Singolo   | Robert Colquhoun | James Thoms   | William Fielding |
| Doppio    | Inghilterra      | Nuova Zelanda | Canada           |
| Quartetto | Inghilterra      | Canada        | Scozia           |